# Église Notre-Dame-et-Saint-Christophe de Saint-Christol
L'église Notre Dame-et-Saint-Christophe est une église romane située à Saint-Christol d'Albion, sur le plateau d'Albion, dans le département français de Vaucluse en région Provence-Alpes-Côte d'Azur.

## Historique

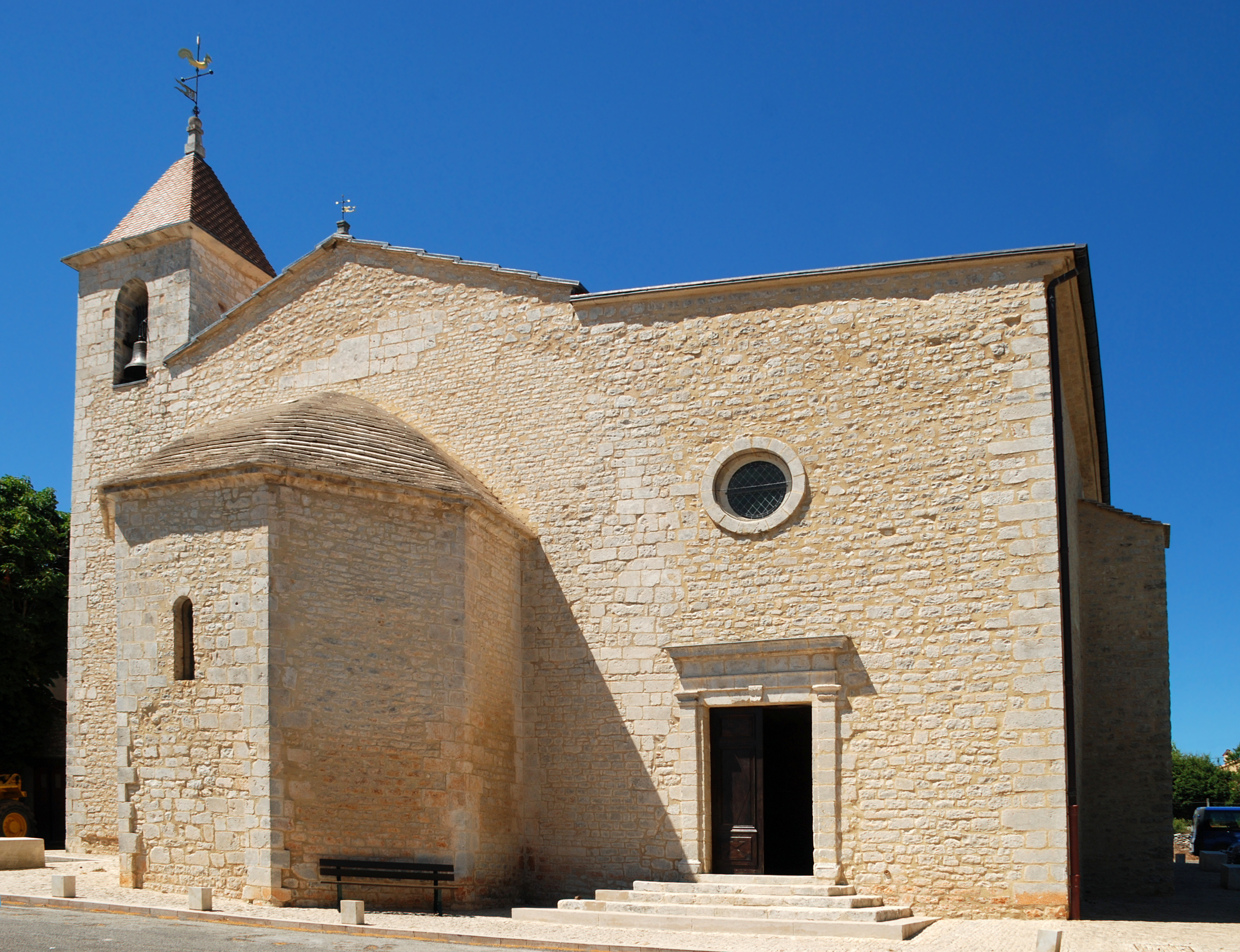
La façade orientale et le chevet pentagonal.

L'église était initialement un prieuré dépendant de l'abbaye de Villeneuve-lès-Avignon.
L'édifice actuel est constitué d'une partie romane datant de la fin du XIIe siècle et d'une partie de style gothique tardif édifiée en 1690.
L'église fait l'objet d'un classement au titre des monuments historiques   depuis le 14 juin 1909.

## Architecture extérieure
L'église présente une façade orientale très particulière en ceci qu'elle combine un chevet (celui de la partie romane de l'édifice) et une façade (celle de la partie édifiée en 1690).
L'église est édifiée en petit appareil cassé au marteau, avec des chaînages d'angle réalisés en pierre de taille assemblée en grand appareil.
Le chevet pentagonal de la partie romane est percé d'une fenêtre absidiale unique et recouvert de lauzes.
La façade de l'édifice de 1690 est percée d'une porte de style classique encadrée de deux pilastres supportant un puissant entablement. Cette porte est surmontée d'un oculus.
Cette façade orientale est complétée par un clocher carré, accolé à la partie romane de l'édifice.

## Architecture intérieure
À l'intérieur, l'église est composée de deux vaisseaux distincts, l'un roman et l'autre gothique. La partie romane se compose d'une nef de trois travées qui se termine par une abside semi-circulaire.
La partie romane présente une abside voûtée en cul-de-four au décor sculpté remarquable.
L'abside semi-circulaire est ornée de quatre arcades aveugles encadrant une arcade ajourée.
Ces arcades sont délimitées par six colonnes au fût orné de décors variés (cannelures, rudentures, cannelures torses, feuilles de vigne, grappes de raisin…) et aux chapiteaux sculptés de feuilles d'acanthe, de grappes de raisin, de marguerites…

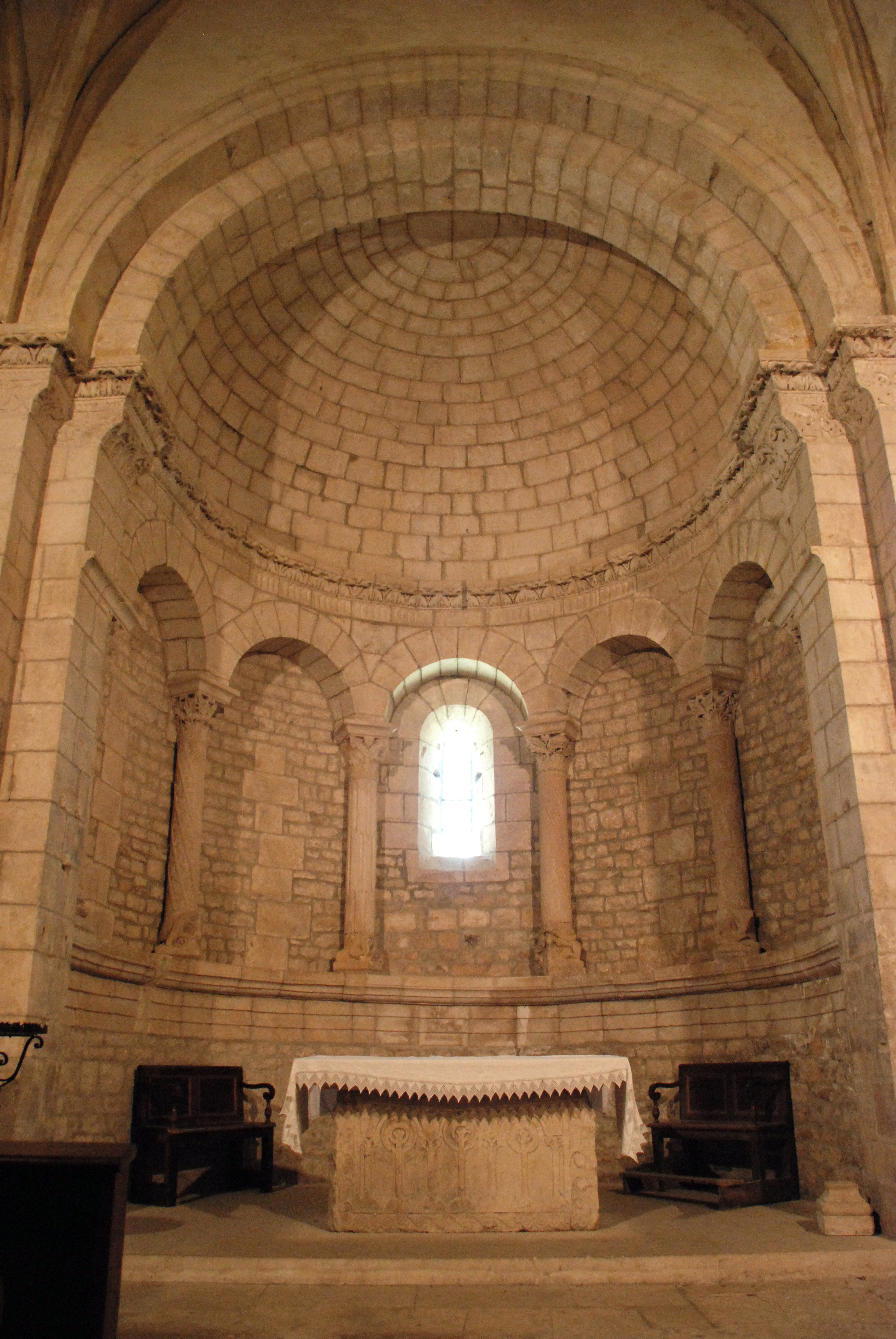
L'abside.
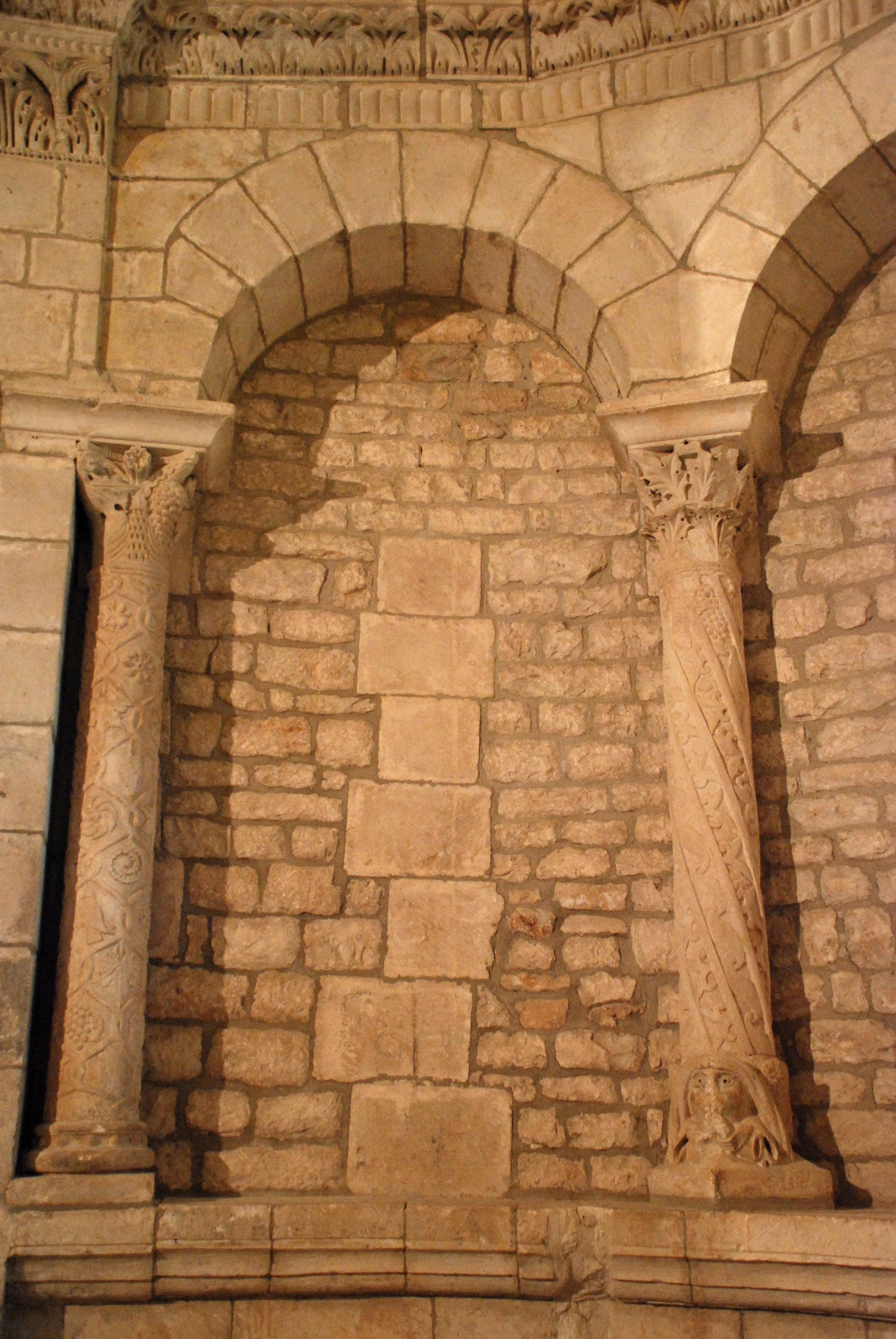
Colonnes de l'abside ornées de vigne et d'acanthe.
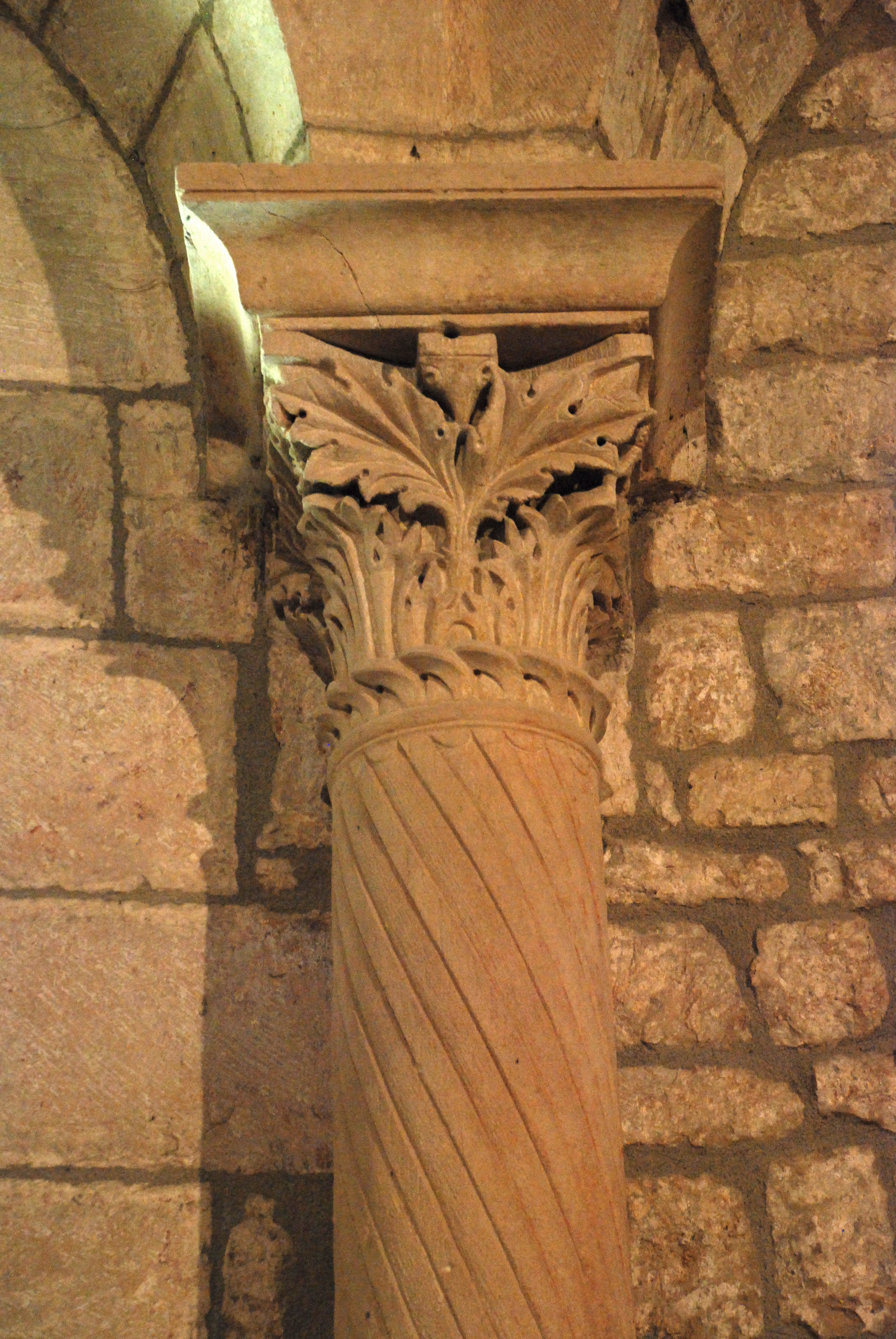
Chapiteau à feuilles d'acanthe.

## Sculpture
L'abside romane a conservé une décoration sculptée exceptionnelle.

### L'autel
L'abside abrite un autel dont la face antérieure est ornée de remarquables motifs géométriques tandis que ses faces latérales sont ornées de feuilles de vigne géantes au graphisme d'une précision surprenante (voir ci-dessous).
Les 3 cercles concentriques de l'autel roman symbolisent en canons de fontaine les trois sources des vertus théologales : foi, espérance et charité. Ces trois motifs (en forme de cercles concentriques) sont repris dans les armoiries du village.

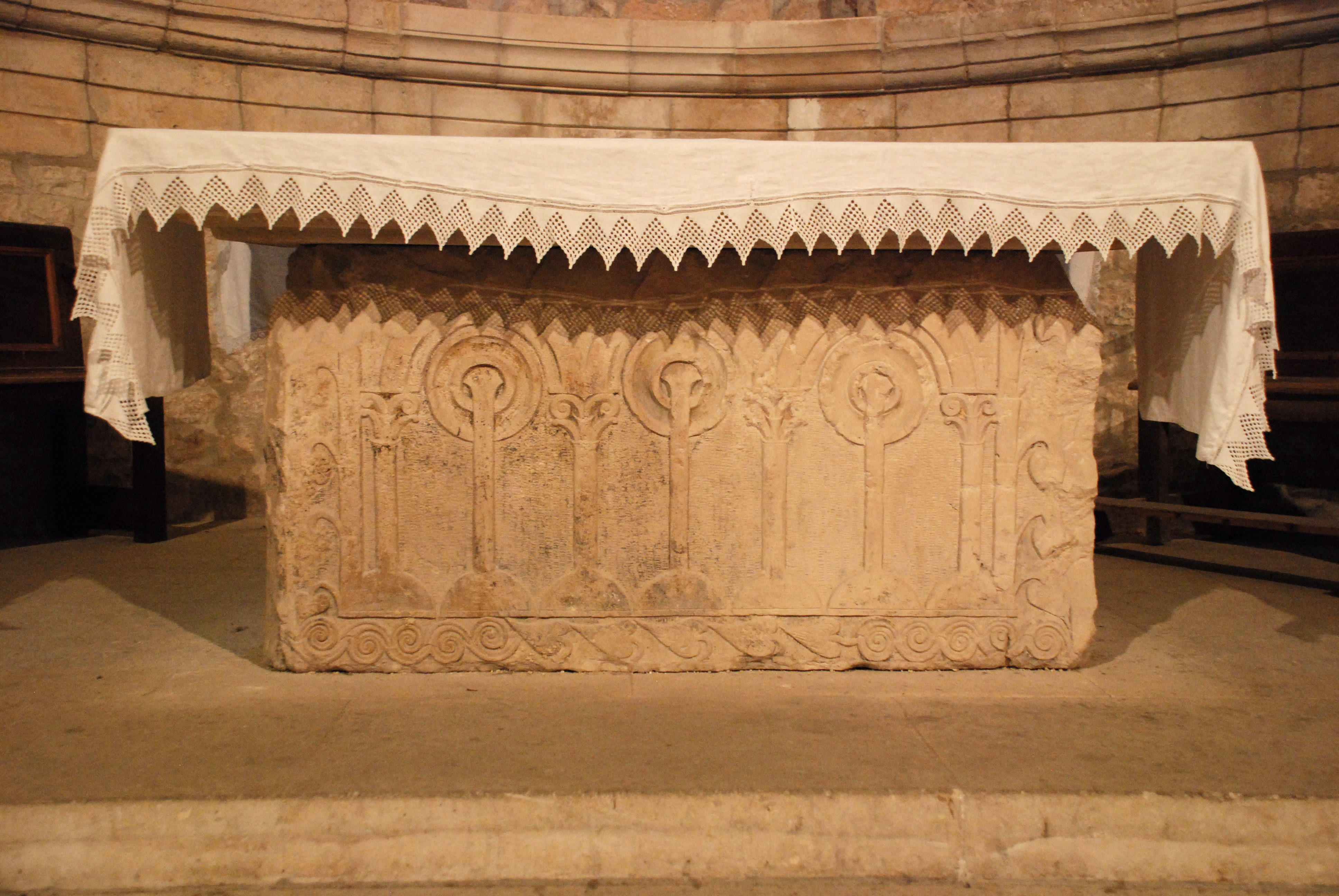
L'autel.
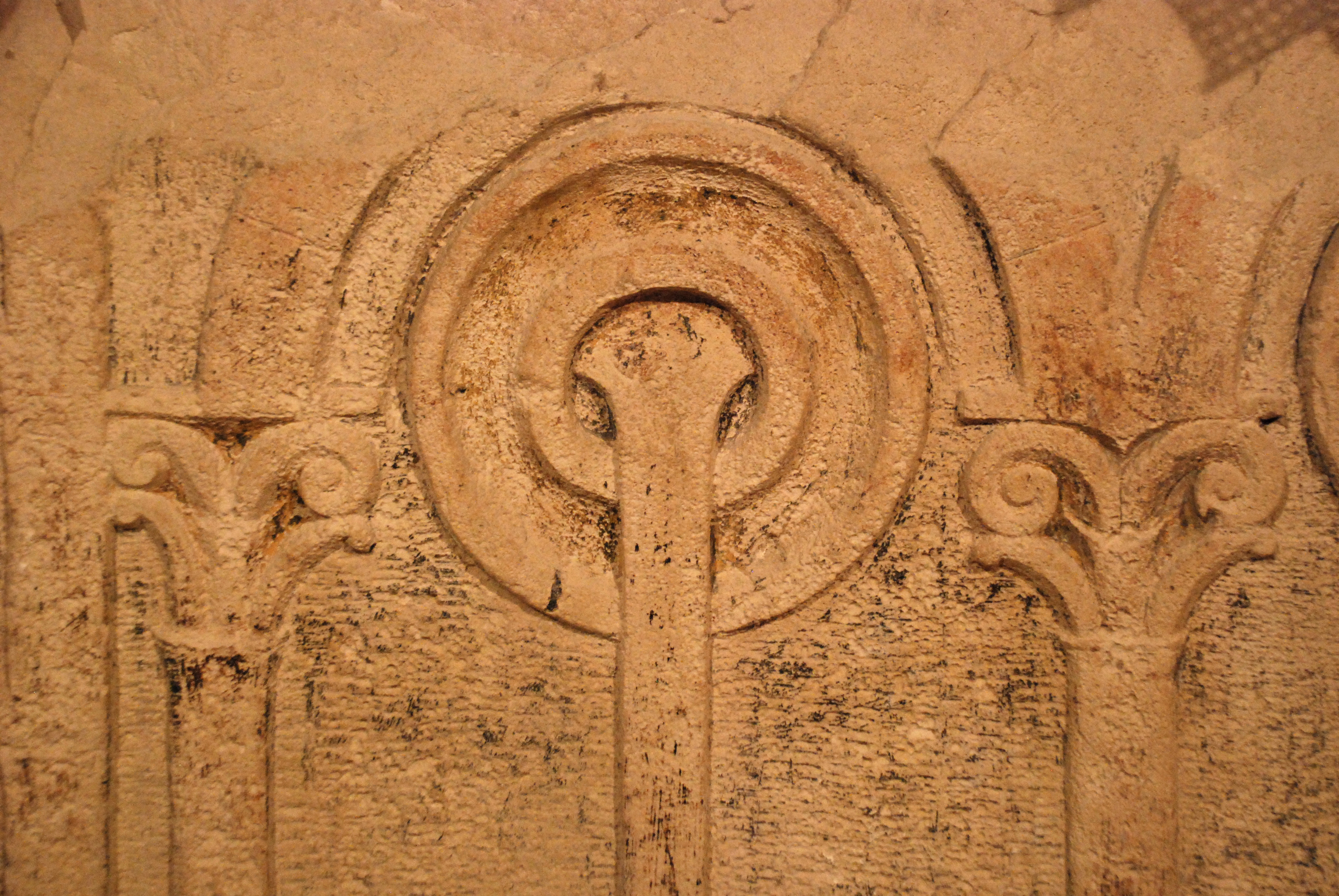
Un des trois motifs géométriques de l'autel : "canon de fontaine".

### Les bases de colonnes
Dans l'abside, se déroule une véritable psychomachie entre le Bien et le Mal. Les bases de colonnes sont ornées de figures remarquables : des monstres aussi divers qu'anthropophages (sphinx, sirènes, dragons) y affrontent des lapins, des poissons, des pélicans et des lions.

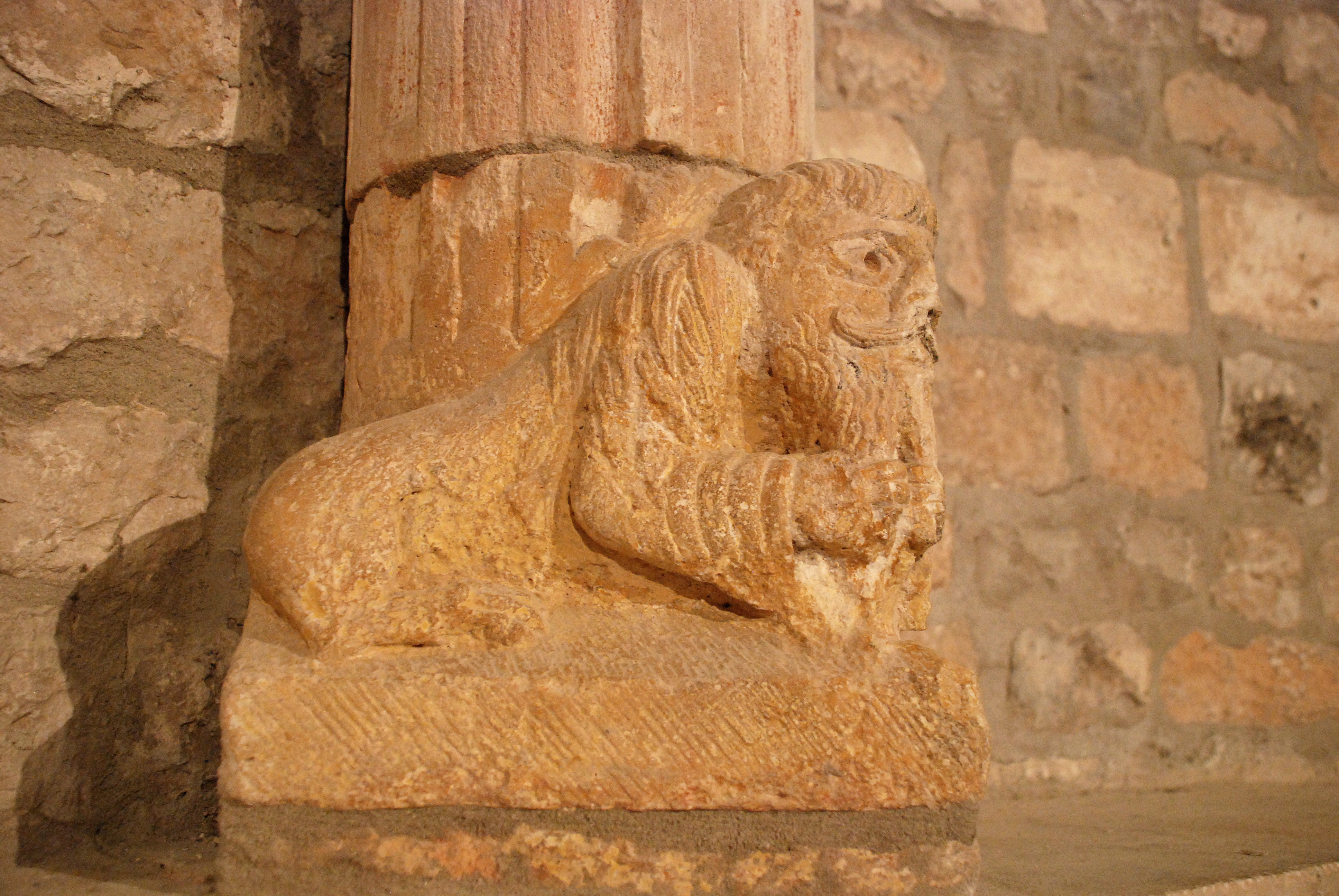
Sphinx.
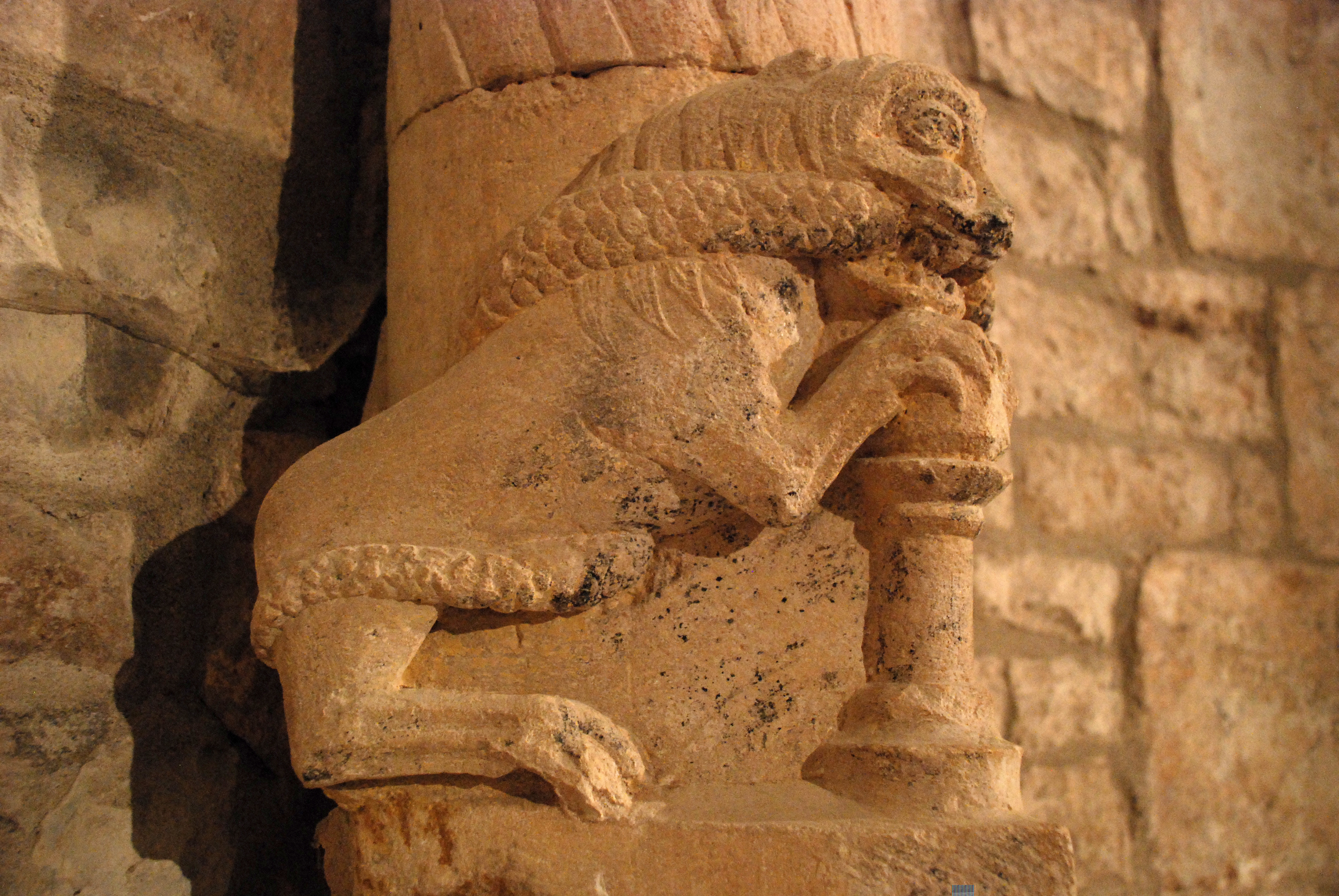
Lion aux prises avec un serpent.
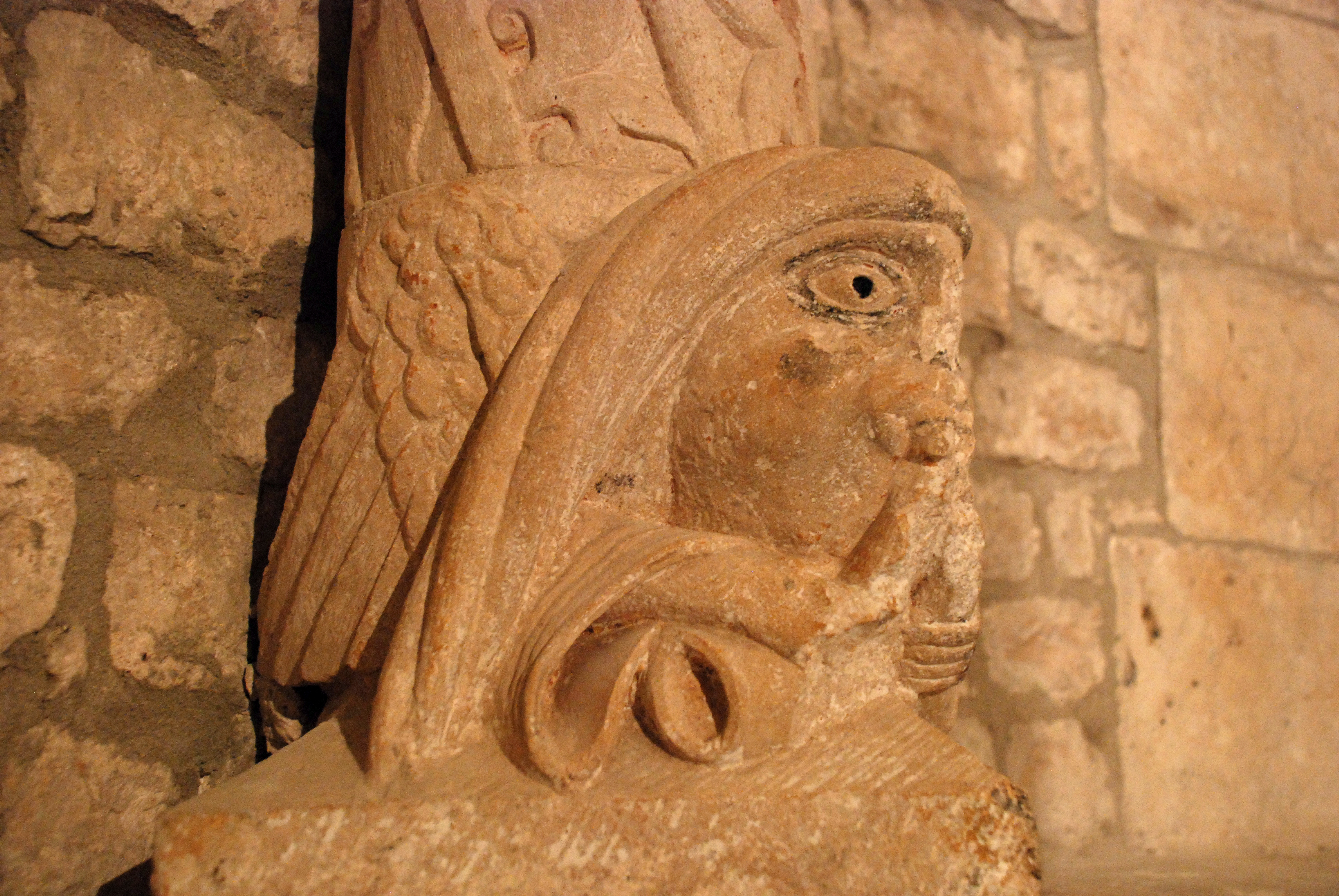
Sirène à ailes d'oiseau.

### La place de la vigne dans la décoration sculptée

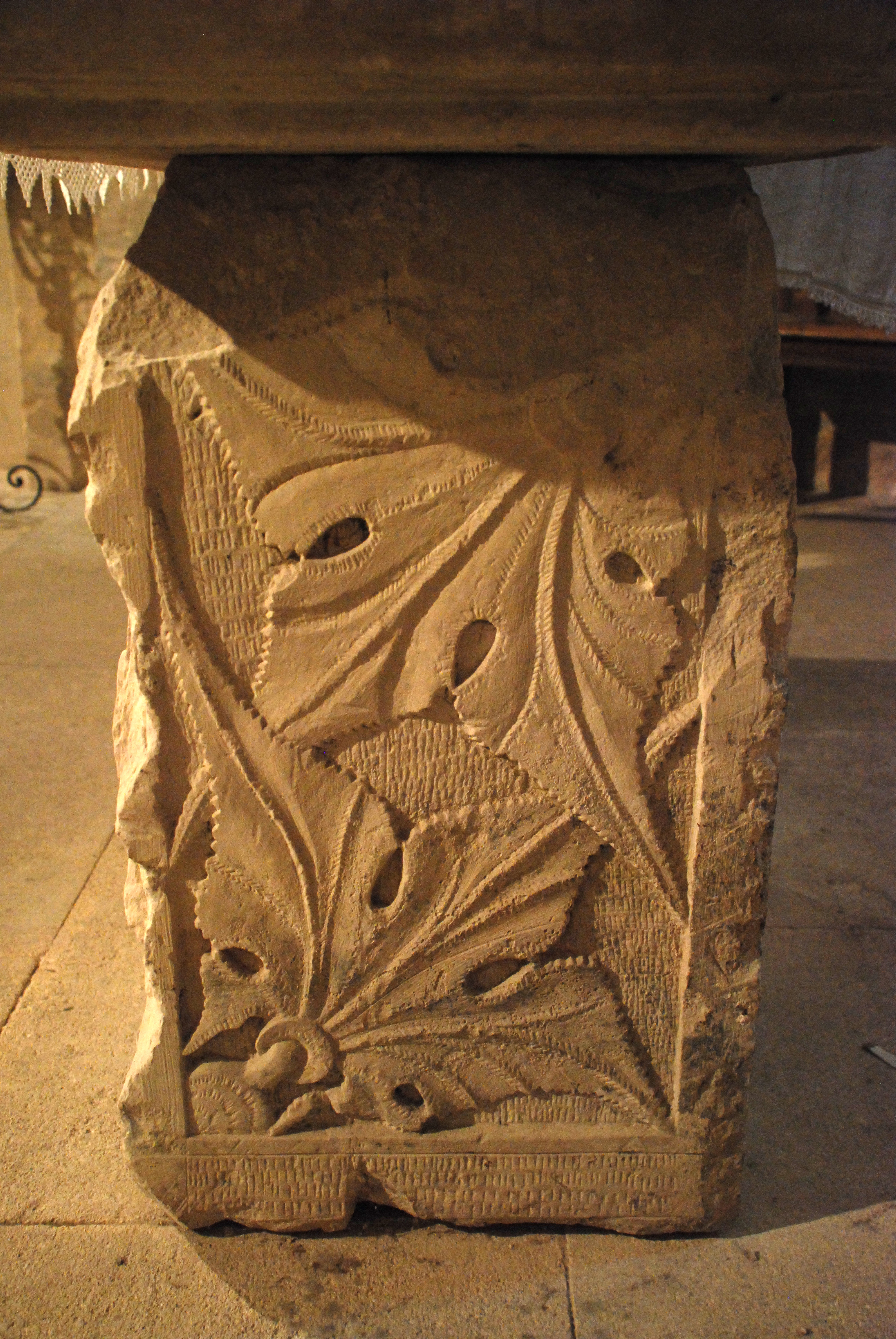
Feuilles de vigne de l'autel.

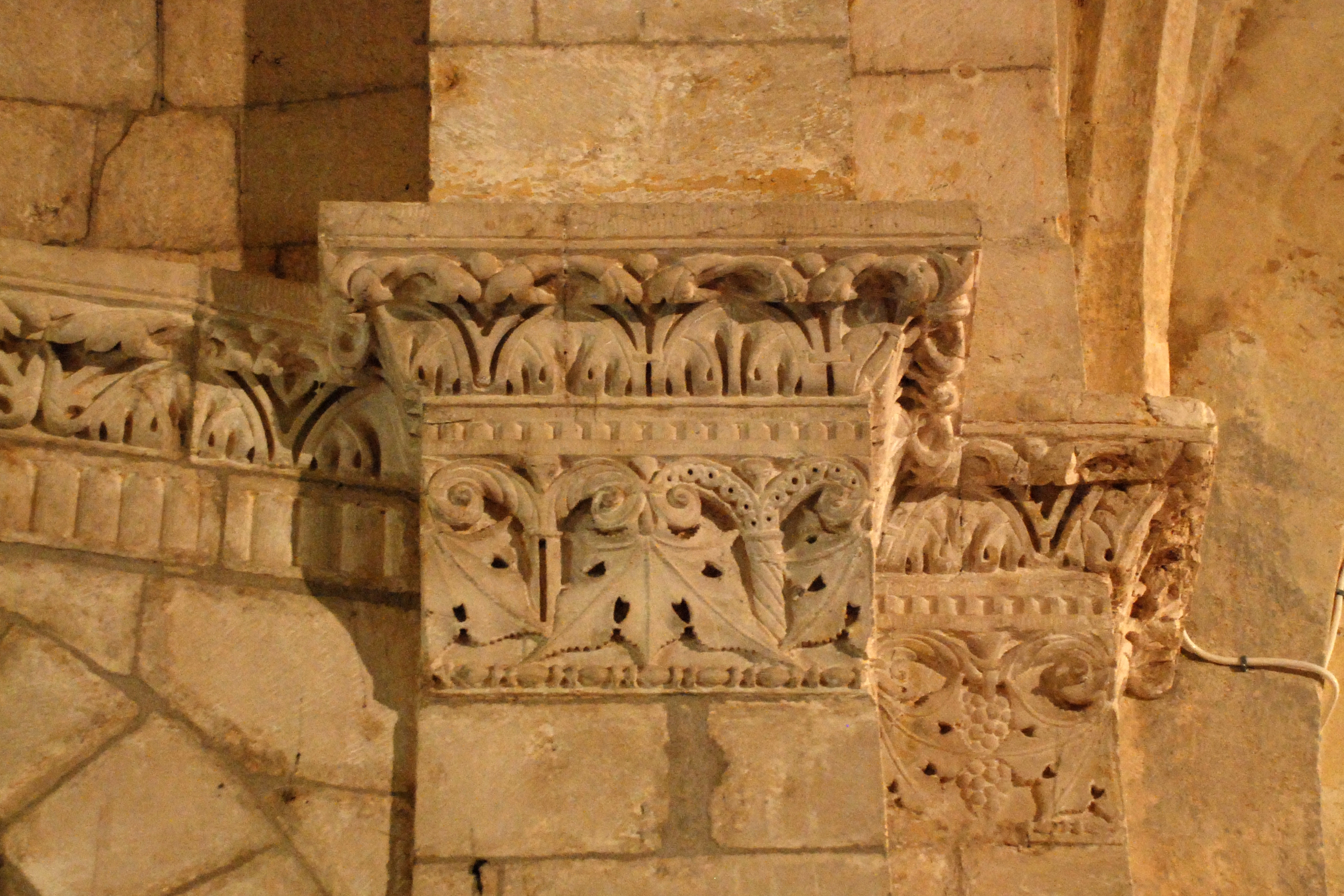
Feuilles de vigne, pampres et grappes de raisin
sur les frises de l'arc triomphal.

La vigne occupe une place toute particulière dans la décoration de l'abside de Saint-Christol. On retrouve en effet des feuilles de vigne sur les faces latérales de la base de l'autel et sur les frises qui ornent l'arc triomphal, des grappes de raisin sur ces mêmes frises et sur le chapiteau de la colonne de gauche, ainsi que des entrelacs de pampres (rameaux de vigne) sur les deux colonnes de gauche.
Les spécialistes ont reconnu dans cette décoration la feuille du cépage Paga Debiti.